# Графство Цигенхайн
Графство Цигенхайн (на немски: Grafschaft Ziegenhain) е територия на Свещената Римска империя, управлявана от графовете от род Цигенхайн.

## История
Графовете на Цигенхайн произлизат от доказания през 9 век граф Гозмар и техният основан през 11 век клон на графовете от Райхенбах. Те си построяват през 12 век затворено господство между Бургвалд и Кнюл, което разделя почти на цяло Долен Хесен от Горен Хесен.
Готфрид I (1099 – 1168) е първият граф на Вегебах-Цигенхайн. Те се наричат от 1144 г. на построения от граф Готфрид I замък Цигенхайн, в днешниата част на град Швалмщат, Графове на Цигенхаген (Grafen von Cigenhagen). Между 1144 – 1220 г. те се наричат и графове на Вегебах, на една построена през 1308 г. „villa“ на около 1 км северно от Цигенхайн, където Готфрид I първо резидира.
Граф Лудвиг I наследява през 1205 г. Графство Нида в северен Ветерау, понеже той се жени за сестрата на последния граф на Нида, Бертхолд II, който умира без мъжки наследници.
От 1258 до 1330 г. графството е разделено.
Последният граф на Цигенхайн и Нида, Йохан II („Силния“, † 14 февруари 1450), умира през 1450 г. без мъжки наследници, което води до дълги наследствени конфликти до 1495 г.
- Ландграф Лудвиг I от Хесен обявява графството за своя територия.
- Дом Хоенлое има претенции за наследство, понеже внучката на граф Готфрид VIII (1350 – 1394) фон Цигенхайн, Елизабет фон Ханау († 1475) е омъжена от 1413 г. за Албрехт I от Хоенлое-Вайкерсхайм.

Следващите години графството Цигенхайн принадлежи най-вече към Горен Хесен, за кратко към ландграфство Хесен-Марбург и към ландграфство Хесен-Дармщат. След Хесенската война (1567/1645 до 1648) графството отива към ландграфство Хесен-Касел до анексирането чрез Прусия след Немската война от 1866 г.